# Готье I де Гранье
Готье I де Гранье (или Готье из Цезареи; умер в 1154) — один из влиятельных баронов Иерусалимского королевства, сеньор Цезареи (1123—1154)
Сын Евстахия I де Гранье (ум. в 1123) и Эмелоты; брат-близнец Евстахия II, сеньора Сидона.
Унаследовал от отца Цезарею. Согласно Вильгельму Тирскому, Вальтер «имел приятную внешность и был знаменит своей физической силой».
Его мать Эмелота вышла замуж второй раз — за Гуго II де Пюизе, кузена королевы Мелисенды, чьи отношения были «слишком близкими» даже для родственников. Муж Мелисенды, король Фульк, уговорил Готье обвинить своего отчима в заговоре против совета баронов. Гуго отрицал обвинения, было решено, что их рассудит поединок, но Гуго не явился в назначенный день, присоединился к мусульманскому гарнизону Аскалона и поднял восстание против Фулька. Позже он был приговорен к изгнанию.
В 1148 году Готье участвовал в совете в Акре, где бароны королевства встретили Людовика VII, Конрада III и других участников Второго Крестового похода.
Готье был женат на женщине по имени Юлиана, оставил сына Гуго, унаследовавшего от него сеньорию Цезарея.